# Автоноя (дъщеря на Кадъм)
Вижте пояснителната страница за други значения на Автоноя.
Автоноя (на гръцки: Ἀυτονόη) е дъщеря на Кадъм, основателя на Тива и богинята Хармония. Автоноя е съпруга на Аристей и майка на Полидор и Актеон. Като вакханка скършва ръката на племенника си Пентей и участва в убийството му.